# García Moreno (Guayaquil)
García Moreno ist ein Stadtteil von Guayaquil und eine Parroquia urbana im Kanton Guayaquil der ecuadorianischen Provinz Guayas. Die Fläche beträgt etwa 189 ha. Die Einwohnerzahl lag 2010 bei 50.028.

## Lage
Die Parroquia García Moreno liegt im Stadtzentrum von Guayaquil. Das annähernd rechtecksförmige Gebiet hat eine Längsausdehnung in SSW-NNO-Richtung von 2300 m sowie eine mittlere Breite von 830 m. Das Verwaltungsgebiet wird im Westen von der Calle Tungurahua begrenzt, im Osten von der Avenida Quito und der Avenida 25 de Julio. Im Norden verläuft die Verwaltungsgrenze entlang der Calle Carlos Gómez Rendon, im Süden entlang der Calle Aurora Estrada Ayala. 
Die Parroquia García Moreno grenzt im Norden an die Parroquia Sucre, im Nordosten an die Parroquia Ayacucho, im Südosten und im Süden an die Parroquia Ximena sowie im Westen an die Parroquia Letamendi.

## Sehenswertes
In dem Verwaltungsgebiet befinden sich die Capilla Santo Domingo sowie der Mercado Municipal.

## Geschichte
Die Parroquia wurde nach dem ecuadorianischen Präsidenten Gabriel García Moreno benannt.